# Sofravel
Sofravel war ein französischer Hersteller von Automobilen.

## Unternehmensgeschichte
Das Unternehmen aus Annonay begann 1948 mit der Produktion von Automobilen. Der Markenname lautete Sofravel. 1949 endete die Produktion. Insgesamt entstanden nur wenige Fahrzeuge.

## Fahrzeuge
Das einzige Modell Coccinelle war ein Kleinstwagen. Der Einzylinder-Viertaktmotor mit 150 cm³ Hubraum und 6,5 PS Leistung war im Heck montiert und trieb über eine Kette die Hinterräder an. Die offene Karosserie bot Platz für zwei Personen. Die Länge des Fahrzeugs betrug 2,7 Meter, das Gewicht 180 kg.

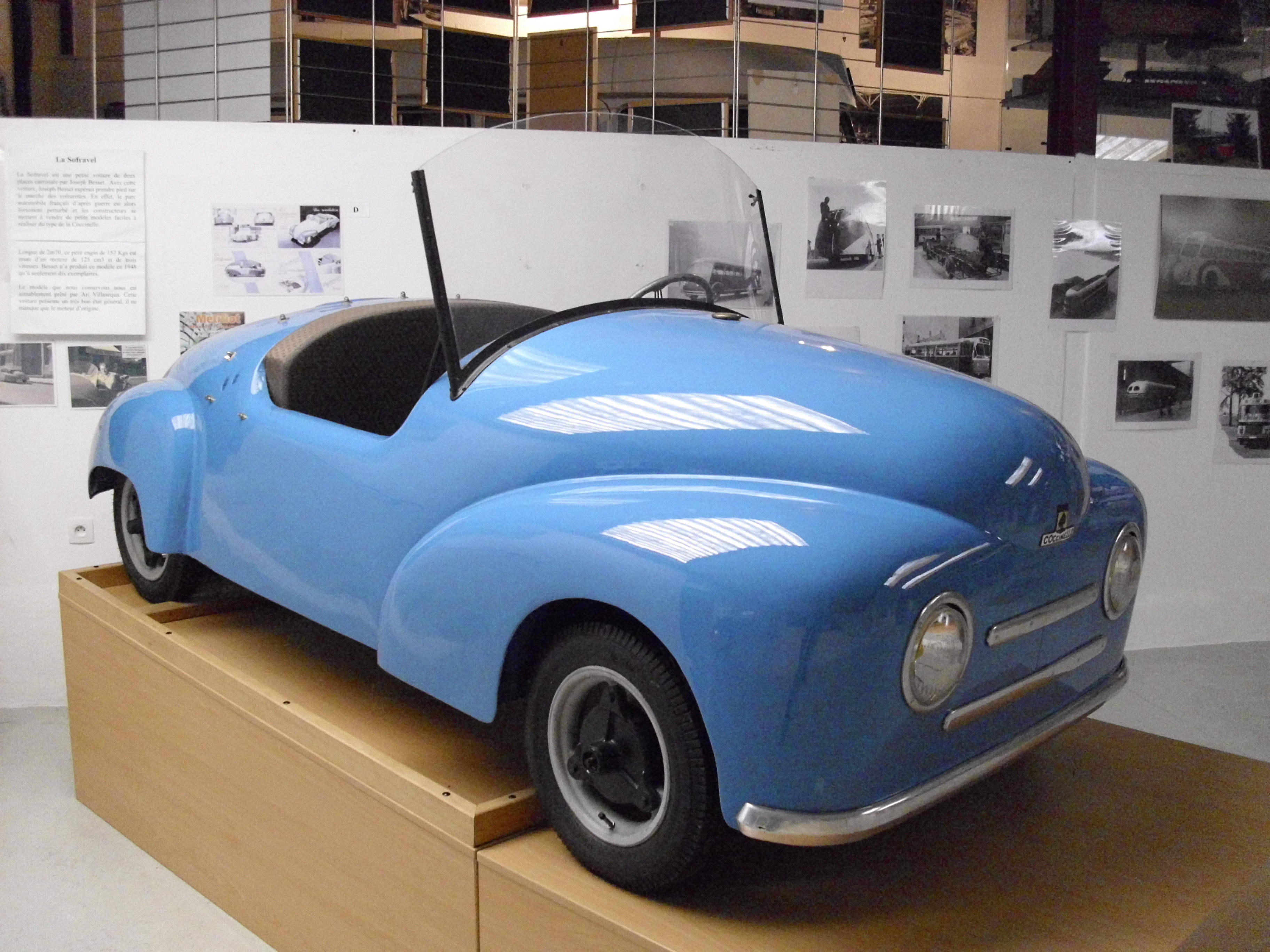
Sofravel Coccinelle
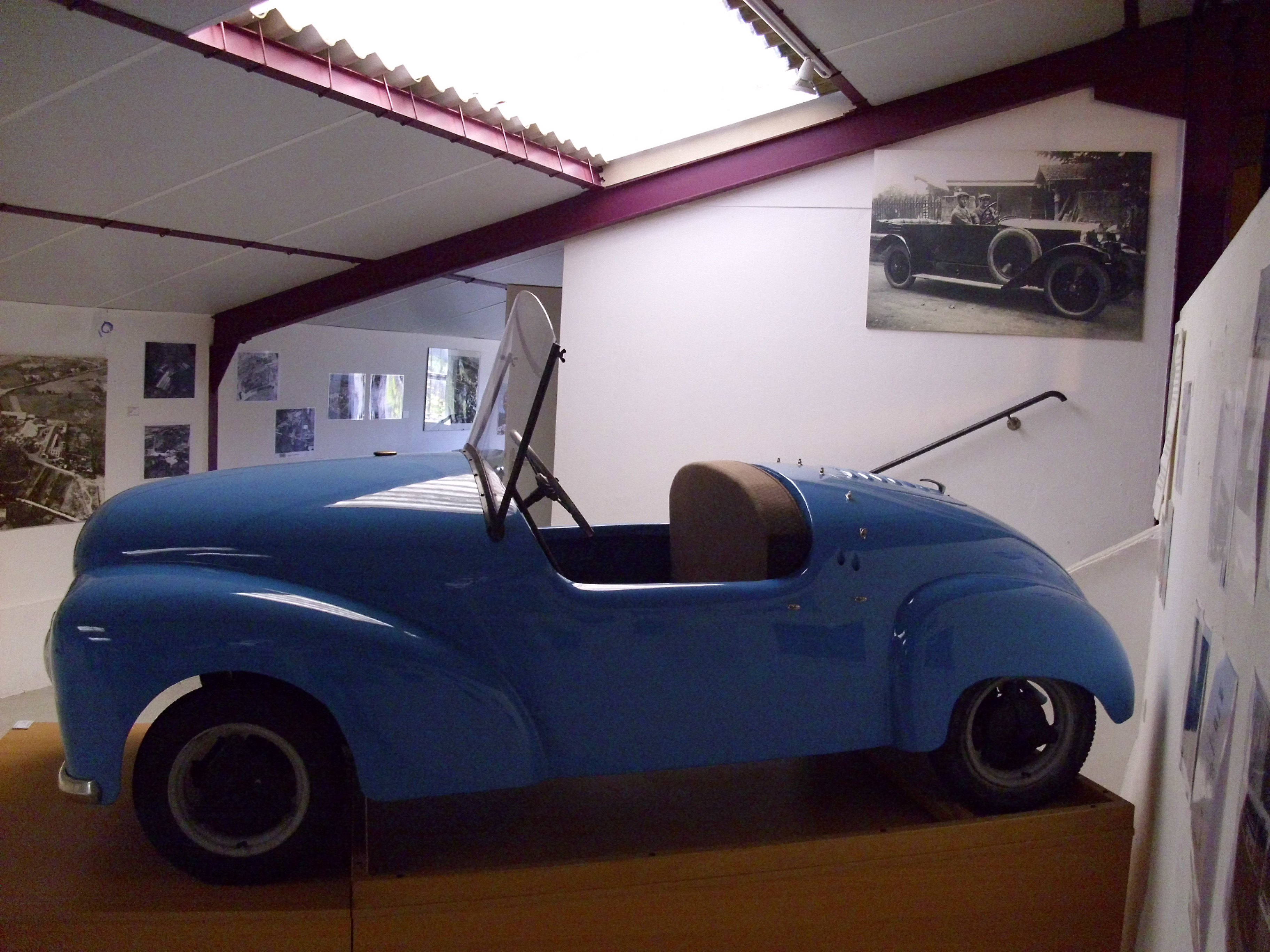
Sofravel Coccinelle
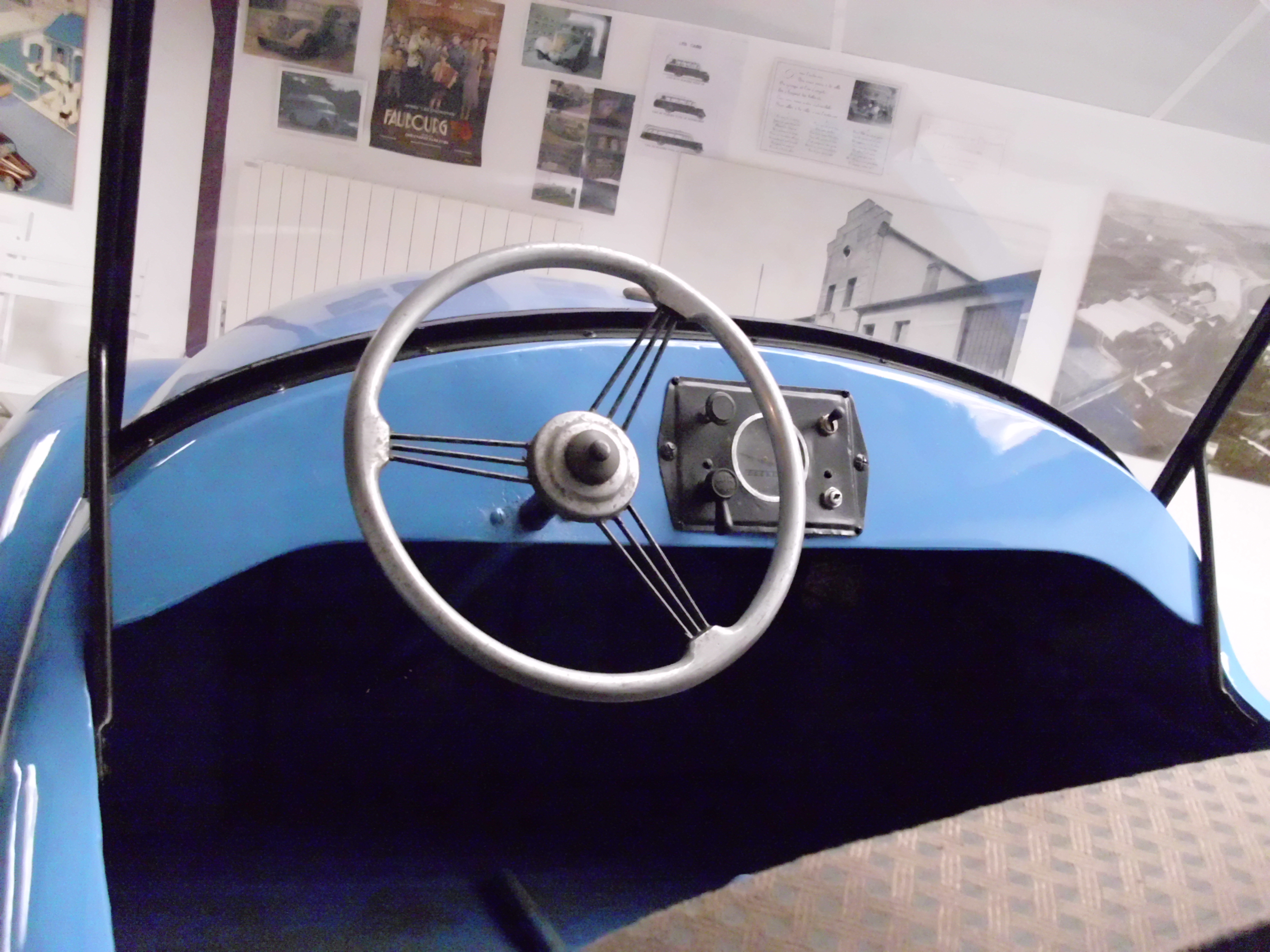
Interieur